# چوبو الکتریک پاور

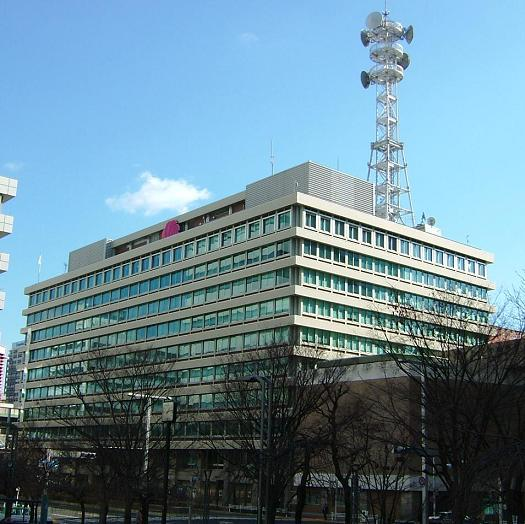
ساختمان دفتر مرکزی چوبو الکتریک پاور، در ناگویا، آیچی

چوبو الکتریک پاور (به ژاپنی: 中部電力株式会社) شرکت برق ژاپنی است، که در زمینه توزیع برق، تولید برق، همچنین تولید گاز طبیعی و ال‌ان‌جی فعالیت می‌کند. این شرکت هم‌اکنون سومین تولیدکننده برق در کشور ژاپن به‌شمار می‌آید.
شرکت چوبو الکتریک پاور در سال ۱۹۵۱ تأسیس شد و در حال حاضر دارای ۱۹۴ نیروگاه برق با ظرفیت نصب‌شده‌ای معادل ۳۲٫۴۷۳ مگاوات می‌باشد، که از نوع نیروگاه گازی، نیروگاه هسته‌ای، نیروگاه فتوولتاییک، نیروی برق‌آبی، نیروگاه بادی، نیروگاه تلمبه ذخیره‌ای و نیروگاه چرخه ترکیبی می‌باشند.
دفتر مرکزی این شرکت در شهر ناگویا، آیچی، ژاپن قرار دارد و بخشی از سهام آن در بازارهای بورس توکیو، بورس ناگویا و بورس اوساکا معامله می‌شود.

## تاریخچه
در سال ۲۰۰۸، شرکت چوبو الکتریک یک سرمایه‌گذاری مشترک با شرکت خدمات عمومی فرانسوی الکتریسیته دو فرانس برای خرید زغال‌سنگ تشکیل داد. در سال ۲۰۱۶، چوبو الکتریک تجارت زغال‌سنگ و حمل‌ونقل الکتریسیته دو فرانس را خریداری کرده و آن را به شرکت تابعه خود، منتقل کرد.
الکتریسیته دو فرانس به عنوان بخشی از این معامله، ۳۳ درصد سهام شرکت تابعه چوبو را به دست آورد، در حالی که شرکت تابعه چوبو کنترل کامل آمستو بی‌وی، ریتلندن در هلند و الکتریسیته دو فرانس را بر عهده گرفت.
در سال ۲۰۱۵، شرکت‌های چوبو الکتریک و شرکت برق توکیو (TEPCO) یک سرمایه‌گذاری مشترک ۵۰:۵۰ به نام شرکت تابعه چوبو ایجاد کردند تا تأمین سوخت انرژی بالادستی و گاز طبیعی مایع‌شده (LNG) را برای هر دو شرکت مدیریت کنند. در مارس ۲۰۱۷، این دو شرکت توافق‌نامه‌ای برای یکپارچه‌سازی نیروگاه‌های سوخت فسیلی خود تحت سرمایه‌گذاری مشترک شرکت تابعه چوبو امضا کردند. کمیسیون تجارت منصفانه ژاپن (FTC) طرح ادغام را در ۱۳ اکتبر ۲۰۱۷ تأیید کرد.
در اوت ۲۰۱۳، چوبو اعلام کرد که ۸۰ درصد سهام شرکت تأمین برق مستقر در توکیو، دایموند کراپ، را خریداری می‌کند و این اقدام، ورود این شرکت به بازاری بود که معمولاً با شرکت برق توکیو مرتبط است.
در نوامبر ۲۰۱۹، یک کنسرسیوم از میتسوبیشی (۸۰ درصد) و چوبو الکتریک (۲۰ درصد) شرکت خدمات عمومی هلندی انکو را به مبلغ ۴٫۱ میلیارد یورو (۴٫۵ میلیارد دلار) خریداری کرد. در فوریه ۲۰۲۴، چوبو الکتریک و انکو توافق‌نامه‌ای برای خرید ۳۰ درصد از سهام اکووند، توسعه‌دهندگان مزرعه بادی فراساحلی هلند غربی امضا کردند.
در آوریل ۲۰۲۰، لوگوی شرکت چوبو الکتریک تغییر داده شد.
در ۱۸ سپتامبر ۲۰۲۲، شرکت چوبو الکتریک اعلام کرد که بخشی از یک کنسرسیوم سرمایه‌گذاری به رهبری شرکت صنعتی ژاپن است که به دنبال خرید توشیبا می‌باشد. چوبو الکتریک مبلغ ۱۰۰ میلیارد یِن از ارزیابی ۲ تریلیون یِن (۱۵٫۲ میلیارد دلار آمریکا) را تأمین کرد.
در مه ۲۰۲۲، چوبو الکتریک سهامی از شرکت انرژی خورشیدی هند اوام‌سی پاور خریداری کرد. و در نوامبر ۲۰۲۴، چوبو الکتریک سرمایه‌گذاری خود در اوام‌سی پاور را گسترش داد تا انتقال انرژی در هند را تقویت کند.